# Pro Archia Poeta
La obra de Cicerón Pro Archia Poeta ('En defensa del poeta Arquías') es un discurso en defensa del poeta A. Licinio Arquías, acusado de no ser ciudadano romano. Se cree que esta acusación fue un movimiento político para atacar indirectamente a Lucio Licinio Lúculo a través de su amigo Arquías. El poeta era originario de Grecia, pero llevaba mucho tiempo viviendo en Roma. Una carta de Cicerón a Tito Pomponio Ático al año siguiente del juicio hace mención a Arquías, pero no existen evidencias de cuál fue el resultado del juicio. El discurso fue redescubierto en Lieja por Petrarca en 1333.

## Contexto histórico
Licinio Arquías nació en Antioquía, alrededor del año 120 a. C., y llegó a Roma en el 102. Allí empezó a ganarse la vida como poeta y se ganó el mecenazgo del general romano y político Lucio Licinio Lúculo. Arquías escribió poemas de las hazañas militares del general y en el año 93 a. C., Lúculo le ayudó a conseguir la ciudadanía del municipio de Heraclea. A partir de entonces, Arquías se quedó residiendo permanentemente en Roma para conseguir la ciudadanía romana. Fue en Roma cuando Arquías se convirtió en el mentor y profesor de Cicerón, en sus primeros años de educación en retórica.
Arquías sería elegible para la ciudadanía romana bajo al Lex Iulia de Civitate Latinis Danda, en el 90 a. C. y la Lex Plautia Papiria de Civitate Sociis Danda, en el 89 a. C. La Lex Iulia daba la ciudadanía romana a todos los ciudadanos de municipios de la península itálica, si se podía probar que no habían luchado contra Roma en la Guerra Social.

## Bases del enjuiciamiento y la defensa
En el año 65 a. C., el senado romano aprobó la Lex Papia de Peregrinis, que perseguía falsos testimonios de la ciudadanía y expulsaban a los extranjeros de Roma. Probablemente Arquías fue perseguido por esta ley. Cicerón defendió a su antiguo profesor en juicio en el año 62 a. C., solo meses después de pronunciar sus famosas Catilinarias. 
La acusación mantuvo cuatro acusaciones en su caso contra Arquías:
- No había un registro oficial de Arquías como ciudadano de Heraclea.
- Arquías no mantenía una residencia permanente en Roma.
- Los archivos de los pretores del año 89 a. C., en el que figuraba el nombre de Arquías, no eran fidedignos.
- Arquías no aparecía en el censo romano durante el periodo de tiempo en el que él afirmaba que había estado viviendo allí.

Cicerón defendió que:
- No había un registro oficial de Arquías como ciudadano de Heraclea porque la oficina donde se guardaban los archivos había sido destruida notoriamente durante la Guerra Social, y los representantes de Heraclea habían testificado que Arquías era ciudadano.
- Sí tenía una residencia en Roma.
- También aparecía en los archivos del pretor Metelo, que eran de confianza.
- Arquías no aparecía en los registros del censo romano porque estaba con Lúculo en campaña mientras estos se hicieron.

Debido a su intima relación con Lúculo, el caso fue probablemente un ataque político dirigido al político por uno de sus muchos enemigos. El principal de sus enemigos y el que ganaría mucho con la deshonra de Lúculo era Cneo Pompeyo Magno, conocido como Pompeyo el Grande.

## Trascendencia cultural
Cicerón se esfuerza en el exordio en excusarse por la rareza del tipo de discurso que va a hacer (pues resulta más de género epidíctico o demostrativo que de género judicial) y, más que defender al poeta Arquias defiende la dignidad de la humanitas o cultura literaria, concebida no como mera erudición, sino como un saber en cosas humanas que ennoblece al hombre por el elevado ideal moral que con el estudio de estas se puede alcanzar. Aspirar a ser un hombre de letras supone, pues, aspirar a la plenitud de los ideales que constituyen a un ser humano, y, por tanto, a un ciudadano. Las humanidades son lo más natural para un ser humano, nos integran mejor que las demás actividades. De ahí la trascendencia que este discurso descubierto por Francesco Petrarca tuvo para el desarrollo del Humanismo y el cultivo de las Humanidades en el antropocentrismo del Renacimiento.

## Estructura

### División retórica del discurso
Cicerón dividió el discurso siguiendo la estructura formal de la dispositio:
- Exordio, líneas 1–41
- Narratio, líneas 42–89
- Refutatio, líneas 90–143
- Confirmatio, líneas 144-375
- Peroratio, líneas 376–397.

#### Exordioo introducción
Cicerón comienza su discurso ganándose la buena voluntad o benevolencia de los jueces. Comienza con su característica oración periódica al describir sus fortalezas de talento natural, experiencia y estrategia como humildes e inferiores a las cualidades de su cliente. Pide a la corte que lo complazca con un novum genus dicendi, una "nueva manera de hablar", similar al estilo de un poeta. Y eso se confirma en la presencia mucho mayor en su texto de finos adornos retóricos y una mayor frecuencia de recursos poéticos como la hendiadis, el quiasmo y el verso dorado (o más bien cláusula dorada). Su objetivo es llamar la atención sobre la profesión de Archias y apelar a su valor en la cultura romana, como declara en las líneas 20-22:
Etenim omnes artes quae ad humanitatem pertinent habent quoddam commune vinculum et quasi cognatione quadam inter se continenter. / Sin duda, todas las artes que son relevantes para la cultura humana tienen un cierto vínculo común y están conectadas entre sí por una especie de relación de parentesco.
Continúa con este enfoque en las líneas finales de esta sección, donde propone que, incluso si Archias no estuviera inscrito como ciudadano, sus virtudes deberían obligarnos a inscribirlo.

#### Narratioo exposición del caso
Cicerón comienza su relato de la vida de Arquías, que viaja por Asia y Grecia durante los inicios de su carrera poética antes de su primera llegada a Roma. Dice que solo tenía dieciséis o diecisiete años y vestía la toga rayada o praetexta cuando comenzó sus estudios de arte y llamó la atención de algunos de los ciudadanos más influyentes de Roma. Cicerón enfatiza la importancia de quienes dieron patrocinio a Arquías alterando el orden habitual de las palabras y recurriendo al polisíndeton.
Lucullos vero et Drusum et Octavios et Catonem et totam Hortensiorum domum devinctam consuetudine cum teneret, adficiebatur summo honore, quod eum non solum colebant qui aliquid percipere atque audire studebant, verum etiam si qui forte simulabant. / Lúculo, en efecto, y Druso y Octavio, y Catón y la casa entera de Hortensio, como los tenía unidos por estrechos lazos sociales, por ellos fue tratado con los más altos honores; porque no solo cultivaba su amistad todo aquel que se dedicaba a oír y asimilar cualquier cosa que hacían, sino incluso los que solo lo fingían.
En lugar de comenzar con cum ("desde") como se esperaría, Cicerón lo suspende hasta el final de la frase para llamar la atención sobre el peso y notoriedad de los nombres que cita.
Mientras nombra la ley bajo la cual Archias obtuvo la ciudadanía en Heraclea, Cicerón comienza con el verbo para enfatizar que la ciudadanía sí le fue otorgada (data est).

#### Refutatioo refutación del caso del oponente
En este apartado, Cicerón desacredita los cuatro puntos planteados contra su cliente. Usa la retórica del dramatismo para desacreditar el caso de su oponente, Grattius, a quien aquí nombra. Comienza con dos estructuras quiásticas que identifican a sus testigos, Lucio Lúculo y la embajada, y luego ridiculiza a la acusación con una gradatio in crescendo en forma de tricolon.
Est ridiculum ad ea quae habemus nihil dicere, quaerere quae habere non possumus; et de hominum memoria tacere, litterarum memoriam flagitare; et, cum habeas amplissimi viri religionem, integerrimi municipi ius iurandum fidemque, ea quae depravari nullo modo possunt repudiare, tabulas, quas idem dicis solere corrumpi, desiderare / ¡Es ridículo! No decir nada en contradicción con las cosas que tenemos, sino pedir probanza de las cosas que no podemos tener; callar respecto a la memoria de los hombres, pero en cambio exigir la memoria de los documentos; y (aunque cuentes con el reverenciado testimonio de un distinguido caballero y el juramento y la buena fe de un respetable municipio) rechazar aquellas cosas que de ninguna manera puedan estar maculadas, es más, exigir registros que tú mismo dices que a menudo están corrompidos.

#### Confirmatioo caso del propio Cicerón
Tras la refutación, Cicerón presenta su caso a favor de la ciudadanía de Archias o Arquías. Comienza la confirmatio haciéndose una pregunta en nombre de Grattius.
Quaeres a nobis, Grati, cur tanto opere hoc homine delectemur / Me preguntarás, Gratius, por qué estoy tan entusiasmado con este hombre. (Cic. Arq., párrafo 12)
En su respuesta, Cicerón analiza los beneficios de la literatura, la dignidad o virtud intrínseca de los poetas y la relación del poeta con el estado. Cicerón menciona tres beneficios de la literatura: la literatura proporciona refrigerio para el espíritu y reposo para los sentidos; proporciona a Cicerón inspiración para sus discursos diarios y, por tanto, fortalece sus poderes oratorios, contiene lecciones morales y proporciona ejemplos para estudiar y emular.
Cicerón afirma que los poetas poseen un don natural y que Ennio llamó sagrados a los poetas. La literatura cuenta y celebra los logros, por lo cual muchos nobles romanos tenían un poeta que los escribiera.
Al final de la confirmatio, Cicerón ofrece razón, ya personal, de su pasión por Arquías:
Nam quas res nos in consulatu nostro vobiscum simul pro salute huius urbis atque imperii et pro vita civium proque universa re publica gessimus, attigit hic versibus atque inchoavit: quibus auditis, quod mihi magna res et iucunda visa est, hunc ad perficiendum adhortatus sum / Las medidas que yo, junto con usted, tomé en mi consulado para la seguridad del Imperio, la vida de nuestros ciudadanos y el bien común del estado, han sido tomadas por mi cliente como tema de un poema que ha comenzado; me leyó esto, y el trabajo me pareció a la vez tan enérgico y tan interesante, que lo animé a completarlo. (Cic. Arq., párrafo 28)
Aparentemente, Archias estaba escribiendo un poema sobre el consulado de Cicerón, y Cicerón estaba ansioso por que lo completara.

#### Peroratioo declaración de cierre
Cicerón hace una última llamada emocional al jurado. Así como en el exordio deja claro que este fue un discurso inusual en comparación con la tradición judicial, empero está seguro de que los jueces lo han recibido con gusto:
...Quae a foro aliena iudicialique consuetudine et de hominis ingenio et communiter de ipsius studio locutus sum, ea, iudices, a vobis spero esse in bonam partem accepta, ab eo, qui iudicium exercet, certo scio / Espero que mi salida de la práctica y convenciones de los tribunales y mi digresión sobre el tema del genio inspirador de mi cliente y, en términos generales, sobre el arte que sigue, hayan sido recibidos por ustedes con un espíritu tan generoso como estoy seguro ha sido bien recibido por quien preside este tribunal.. (Cic. Arq. 32)

## Extracto
Extracto del cap. VII: “Si ex his studiis delectatio sola peteretur, tamen (ut opinor) hanc animi aduersionem humanissimam ac liberalissimam iudicaretis. Nam ceterae neque temporum sunt neque aetatum omnium neque locorum: haec studia adulescentiam alunt, senectutem oblectant, secundas res ornant, aduersis perfugium ac solacium praebent, delectant domi, non impediunt foris, pernoctant nobiscum, peregrinantur, rusticantur.»
Traducción: «Si solo se buscara placer en estas aficiones, juzgarías al menos (como creo) que esta actividad es la más propia para el hombre y la más digna de las personas libres. Pues las demás no son adecuadas para todos los tiempos, ni para todas las edades, ni para todos los lugares: estas aficiones nutren la juventud y encantan la vejez, embellecen los momentos felices y ofrecen refugio y consuelo en los momentos difíciles, deleitan en casa y no interfieren afuera: acompañan nuestras noches, nuestros viajes y nuestras estancias en el campo.»

## Interpretación
Según Antonio Arbea, un hombre nuevo como Cicerón, que no era de Roma, sino de Arpino, un homo novus, esto es, uno sin ningún antepasado (qui nullos habet maiores) que fuera famoso por sus hazañas y cargos públicos (rebus gestis et honoribus), sino que, por sí mismo, comienza a ser famoso (sed ipse per se clarus esse incipit) era lo más semejante a Archia, sin alcurnia pero con méritos literarios y a quien muchos romanos de la nobleza consideraban, todavía, un advenedizo, por lo que los habrían visto con gusto excluidos de la política romana. Así, pues, el venido de Arpino, al hacer la defensa de un no romano que por sus méritos intelectuales ha conquistado el derecho a la ciudadanía, hace también, vicariamente, su propia defensa Pro Cicerone, pro domo sua.